# Yae no Sakura

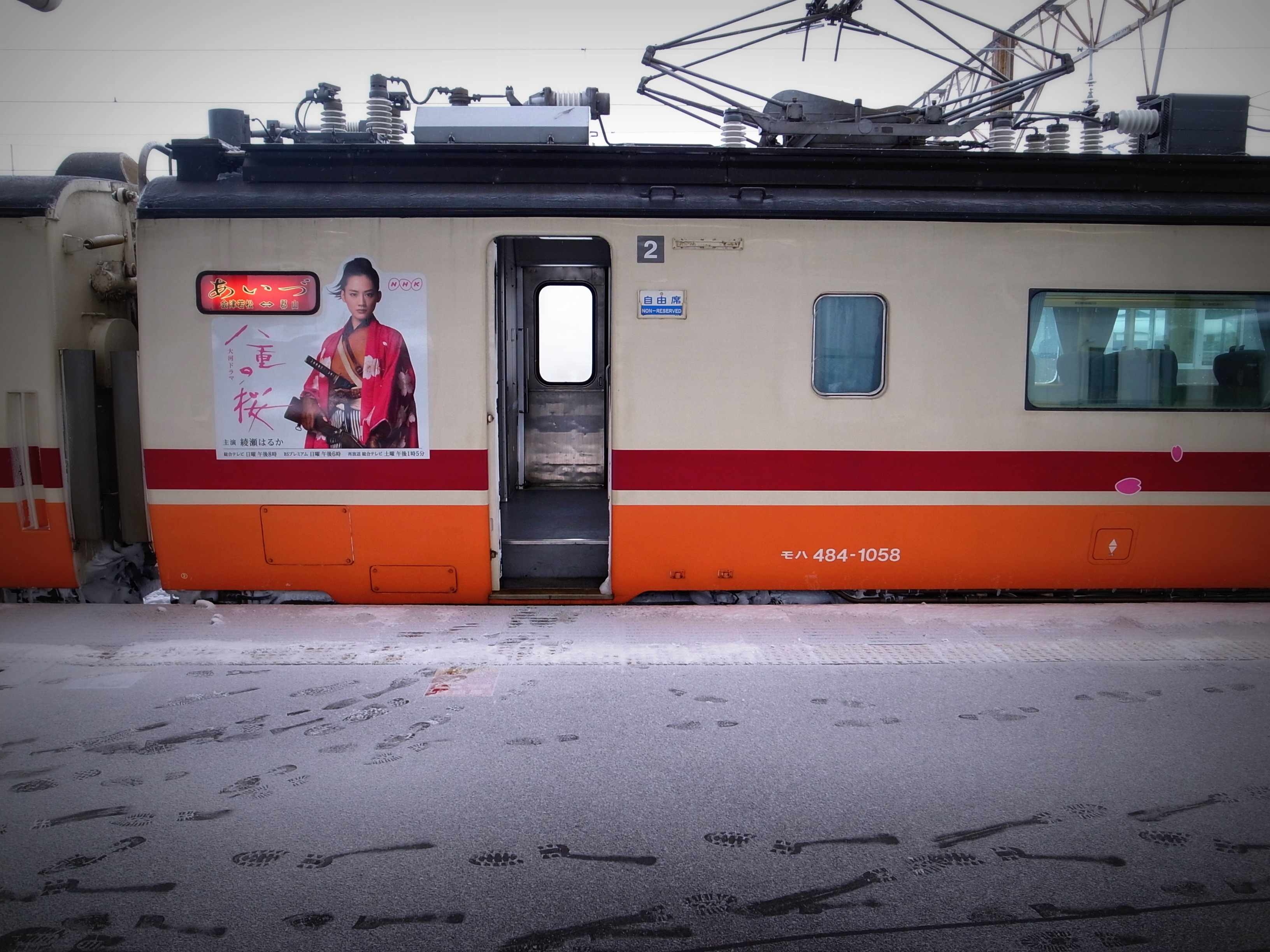
Poster-Werbung auf einem Zug

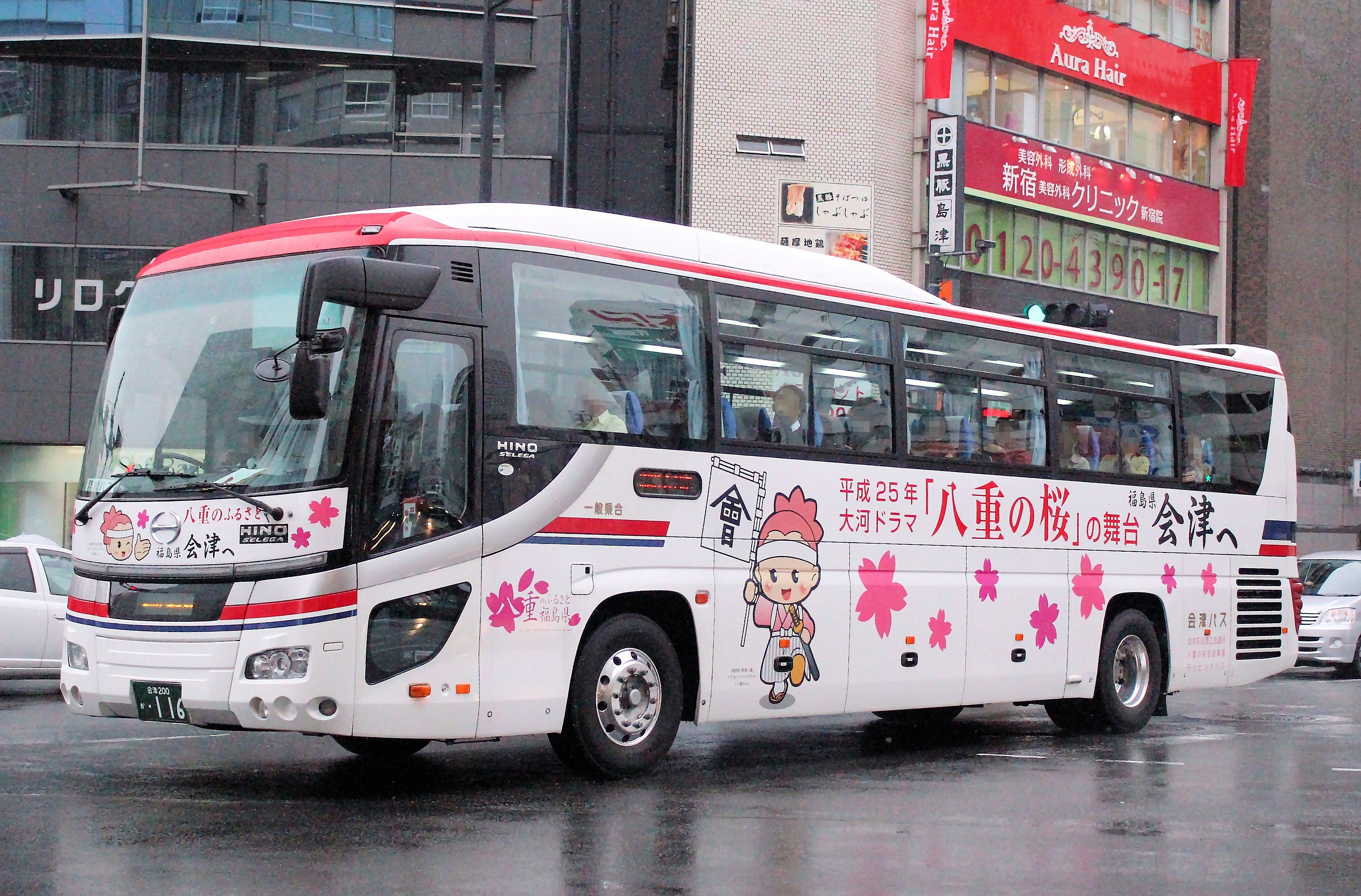
Ein Bus mit Werbung zur Fernsehserie Yae no Sakura, 2013

Yae no Sakura (jap. 八重之櫻, „Yaes Kirschblüte“) ist ein japanisches NHK-Taiga-Dorama aus dem Jahr 2013.
Die Serie wurde am 6. Januar 2013 in Japan erstausgestrahlt. Sie besteht aus 50 Folgen.
Die Musik wurde von Ryūichi Sakamoto komponiert.
Die Serie ist ein historisches Drama und erzählt die ungewöhnliche Lebensgeschichte der Aizu-Samuraitochter Niijima Yae. Die Themenwahl mit Konzentration auf den Boshin-Krieg sollte auch der Förderung der durch die Nuklearkatastrophe von Fukushima in 2011 beschädigten Präfektur Fukushima dienen, deren westlichste Region Aizu ist.

## Besetzung
| Rolle                                          | Schauspieler        | Folgen     |
| Hauptfigur                                     | Hauptfigur          | Hauptfigur |
| ---------------------------------------------- | ------------------- | ---------- |
| Niijima Yae (als Erwachsene)                   | Haruka Ayase        | 50         |
| Niijima Yae (als Kind)                         | Rio Suzuki          | 2          |
| Ihre Familie                                   |                     |            |
| Yamamoto Saku (Mutter)                         | Jun Fubuki          | 49         |
| Yamamoto Gonpachi (Vater)                      | Yutaka Matsushige   | 27         |
| Yamamoto Kakuma (Bruder)                       | Hidetoshi Nishijima | 47         |
| Kawasaki Shonosuke (1. Ehemann)                | Hiroki Hasegawa     | 32         |
| Niijima Jō (2. Ehemann)                        | Joe Odagiri         | 23         |
| Higuchi Ura (Kakumas 1. Ehefrau)               | Kyōko Hasegawa      | 28         |
| Yamamoto Tokie (Kakumas 2. Ehefrau)            | Mitsuki Tanimura    | 22         |
| Aizu                                           |                     |            |
| Matsudaira Katamori (Daimyō)                   | Gō Ayano            | 33         |
| Saigō Tanomo                                   | Toshiyuki Nishida   | 23         |
| Jinbo Kuranosuke                               | Masane Tsukayama    | 19         |
| Hayashi Yasusada                               | Morio Kazama        | 9          |
| Kajiwara Heima                                 | Hiroyuki Ikeuchi    | 26         |
| Kayano Gonbei                                  | Shingo Yanagisawa   | 13         |
| Nakano Takeko (Kämpferin)                      | Meisa Kuroki        | 10         |
| Ōyama Sutematsu (spätere Philanthropin)        | Kiko Mizuhara       | 7          |
| Sagawa Kanbei                                  | Shido Nakamura      | 25         |
| Takagi Sumie                                   | Junko Miyashita     | 6          |
| Yamakawa Hiroshi                               | Tetsuji Tamayama    | 36         |
| Yamakawa Futaba                                | Mikako Ichikawa     | 20         |
| Tokugawa-Shōgunat                              |                     |            |
| Tokugawa Yoshinobu (Shōgun)                    | Kotaro Koizumi      | 19         |
| Ii Naosuke (Daimyō)                            | Takaaki Enoki       | 3          |
| Shinsengumi                                    |                     |            |
| Kondō Isami (Hauptmann)                        | Yū Kamio            | 6          |
| Hijikata Toshizō (stellvertretende Kommandeur) | Jun Murakami        | 11         |
| Saitō Hajime (Anführer des dritten Korps)      | Kenji Furuya        | 18         |
| Meiji-Regierung                                |                     |            |
| Katsu Kaishū                                   | Katsuhisa Namase    | 16         |
| Kido Takayoshi                                 | Mitsuhiro Oikawa    | 16         |
| Iwakura Tomomi                                 | Kazuki Kosakai      | 12         |
| Ōkubo Toshimichi                               | Satoshi Tokushige   | 10         |
| Itagaki Taisuke                                | Masaya Kato         | 12         |
| Ōyama Iwao                                     | Takashi Sorimachi   | 18         |
| Sanjō Sanetomi                                 | Eisuke Sasai        | 5          |
| Itō Hirobumi                                   | Toranosuke Katō     | 9          |
| Yamagata Aritomo                               | Manabu Ino          | 4          |
| Andere                                         |                     |            |
| Matsudaira Yoshinaga                           | Hiroaki Murakami    | 10         |
| Sakuma Shōzan                                  | Eiji Okuda          | 6          |
| Tokugawa Nariaki                               | Goro Ibuki          | 5          |
| Maki Yasuomi                                   | Kyūsaku Shimada     | 5          |

## Folgen
| Folge | Erstausstrahlung | Titel                                                 | Regie            |
| ----- | ---------------- | ----------------------------------------------------- | ---------------- |
| 1     | 6. Jan. 2013     | „Naranu Koto wa Naranu“ (ならぬことはならぬ)          | Taku Katō        |
| 2     | 13. Jan. 2013    | „Yamuniyamarenu Kokoro“ (やむにやまれぬ心)            | Taku Katō        |
| 3     | 20. Jan. 2013    | „Kechirashite Mae e“ (蹴散らして前へ)                 | Taku Katō        |
| 4     | 27. Jan. 2013    | „Yōrei-boshi“ (妖霊星)                                | Taku Katō        |
| 5     | 3. Feb. 2013     | „Shōin no Yuigon“ (松陰の遺言)                        | Masae Ichiki     |
| 6     | 10. Feb. 2013    | „Aizu no Ketsui“ (会津の決意)                         | Masae Ichiki     |
| 7     | 17. Feb. 2013    | „Shōgun no Kubi“ (将軍の首)                           | Sō Suenaga       |
| 8     | 24. Feb. 2013    | „Mamanaranu Omoi“ (ままならぬ思い)                    | Taku Katō        |
| 9     | 3. März 2013     | „Hachigatsu no Dōran“ (八月の動乱)                    | Masae Ichiki     |
| 10    | 10. März 2013    | „Ikedaya Jiken“ (池田屋事件)                          | Takuya Shimizu   |
| 11    | 17. März 2013    | „Shugoshoku wo Ute!“ (守護職を討て！)                 | Taku Katō        |
| 12    | 24. März 2013    | „Hamaguri-gomon no Tatakai“ (蛤御門の戦い)            | Masae Ichiki     |
| 13    | 31. März 2013    | „Teppō to Hanayome“ (鉄砲と花嫁)                      | Sō Suenaga       |
| 14    | 7. Apr. 2013     | „Atarashiki Hibi e“ (新しい日々へ)                    | Taku Katō        |
| 15    | 14. Apr. 2013    | „Satchō no Mitsuyaku“ (薩長の密約)                    | Takuya Shimizu   |
| 16    | 21. Apr. 2013    | „Tōzakaru Senaka“ (遠ざかる背中)                      | Takuya Shimizu   |
| 17    | 28. Apr. 2013    | „Nagasaki kara no Okurimono“ (長崎からの贈り物)       | Masae Ichiki     |
| 18    | 5. Mai 2013      | „Shōnosuke tono Tabi“ (尚之助との旅)                  | Masae Ichiki     |
| 19    | 12. Mai 2013     | „Yoshinobu no Gosan“ (慶喜の誤算)                     | Sō Suenaga       |
| 20    | 19. Mai 2013     | „Kaisen! Toba-Fushimi“ (開戦！鳥羽伏見)               | Taku Katō        |
| 21    | 26. Mai 2013     | „Haisen no Sekinin“ (敗戦の責任)                      | Masae Ichiki     |
| 22    | 2. Juni 2013     | „Otōto no Kataki“ (弟のかたき)                        | Sō Suenaga       |
| 23    | 9. Juni 2013     | „Aizu wo Sukue“ (会津を救え)                          | Taku Katō        |
| 24    | 16. Juni 2013    | „Nihonmatsu-shōnentai no Higeki“ (二本松少年隊の悲劇) | Masae Ichiki     |
| 25    | 23. Juni 2013    | „Byakkotai Shutsujin“ (白虎隊出陣)                    | Yoshiharu Sasaki |
| 26    | 30. Juni 2013    | „Yae, Kessen no Toki“ (八重、決戦のとき)              | Taku Katō        |
| 27    | 7. Juli 2013     | „Hōimō wo Toppa seyo“ (包囲網を突破せよ)              | Taku Katō        |
| 28    | 14. Juli 2013    | „Jiman no Musume“ (自慢の娘)                          | Taku Katō        |
| 29    | 21. Juli 2013    | „Tsuruga-jō Kaijō“ (鶴ヶ城開城)                       | Sō Suenaga       |
| 30    | 28. Juli 2013    | „Saiki eno Michi“ (再起への道)                        | Sō Suenaga       |
| 31    | 4. Aug. 2013     | „Rien no Wake“ (離縁のわけ)                           | Yoshiharu Sasaki |
| 32    | 11. Aug. 2013    | „Ani no Mitorizu“ (兄の見取り図)                      | Masae Ichiki     |
| 33    | 18. Aug. 2013    | „Shōnosuke tono Saikai“ (尚之助との再会)              | Masae Ichiki     |
| 34    | 25. Aug. 2013    | „Kaettekita Otoko“ (帰ってきた男)                     | Taku Katō        |
| 35    | 1. Sep. 2013     | „Jō no Propose“ (襄のプロポーズ)                      | Sō Suenaga       |
| 36    | 8. Sep. 2013     | „Dōshi no Chikai“ (同志の誓い)                        | Yoshiharu Sasaki |
| 37    | 15. Sep. 2013    | „Kageki na Tenkōsei“ (過激な転校生)                   | Ryōhei Nakano    |
| 38    | 22. Sep. 2013    | „Seinan Sensō“ (西南戦争)                             | Taku Katō        |
| 39    | 29. Sep. 2013    | „Watashi tachi no Kodomo“ (私たちの子ども)            | Masae Ichiki     |
| 40    | 6. Okt. 2013     | „Tsuma no Hattari“ (妻のはったり)                     | Sō Suenaga       |
| 41    | 13. Okt. 2013    | „Kakuma no Musume“ (覚馬の娘)                         | Ryōhei Nakano    |
| 42    | 20. Okt. 2013    | „Jō to Iku Aizu“ (襄と行く会津)                       | Taku Katō        |
| 43    | 27. Okt. 2013    | „Rokumeikan no Hana“ (鹿鳴館の華)                     | Masae Ichiki     |
| 44    | 3. Nov. 2013     | „Jō no Yuigon“ (襄の遺言)                             | Sō Suenaga       |
| 45    | 10. Nov. 2013    | „Fugi no Uwasa“ (不義の噂)                            | Sō Suenaga       |
| 46    | 17. Nov. 2013    | „Kakeochi“ (駆け落ち)                                 | Takuya Shimizu   |
| 47    | 24. Nov. 2013    | „Nokosareta Jikan“ (残された時間)                     | Tomoki Hase      |
| 48    | 1. Dez. 2013     | „Goodbye, Mata Awan“ (グッバイ、また会わん)           | Taku Katō        |
| 49    | 8. Dez. 2013     | „Futatabi Ikusa wo Manabazu“ (再び戦を学ばず)         | Masae Ichiki     |
| 50    | 15. Dez. 2013    | „Itsunohimo Hana wa Saku“ (いつの日も花は咲く)        | Taku Katō        |

## Auszeichnungen
- Nominiert für den International Emmy Award 2014 in der Kategorie Beste Dramaserie